# Маливская волость
Маливская волость — волость в составе Егорьевского уезда Рязанской губернии, существовавшая до 1922 года.

## История
Маливская волость существовала с 1861 года в составе Егорьевского уезда Рязанской губернии. Административным центром волости было село Маливо. Значительную часть населения Маливской волости составили крестьяне, в своё время (1820—1829) выкупленные комиссией К. М. Витберга у помещиков для строительства Храма Христа Спасителя в Москве. Главным «жертвователем» был князь Б. Черкасский, передавший на строительство ХСС своих крестьян из села Маливы и деревни Храмцово. Крестьяне, приписанные к этой Комиссии, проживали в деревнях Зарудня, Маливо, Петровское, Поповская, Сельниково, Темирево.
В 1922 году Егорьевский уезд был включен в состав Московской губернии. 22 июня 1922 года волость была упразднена, селения волости присоединены к Раменской волости.

## Состав
На 1885 год в состав Маливской волости входило 1 село и 15 деревень.
| Вид     | Наименование    | Население, чел. (1885 год) | Население, чел. (1905 год) |
| ------- | --------------- | -------------------------- | -------------------------- |
| деревня | Храмцово        | 37                         | 66                         |
| деревня | Мастища         | 191                        | 211                        |
| деревня | Волково         | 361                        | 463                        |
| деревня | Родионово       | 289                        | 370                        |
| деревня | Надеево         | 139                        | 173                        |
| село    | Маливо          | 984                        | 1245                       |
| деревня | Новопоселки     | 376                        | 481                        |
| деревня | Поповка         | 688                        | 880                        |
| деревня | Тимирово        | 699                        | 779                        |
| деревня | Подосинки       | 285                        | 345                        |
| деревня | Сельниково      | 420                        | 533                        |
| деревня | Зарудня         | 587                        | 675                        |
| деревня | Петровское      | 67                         | 71                         |
| деревня | Комлево         | 23                         | 28                         |
| деревня | Нестерово       | 8                          | 6                          |
| деревня | Угорная слобода | 282                        | 294                        |

## Землевладение
Население составляли 16 сельских общин — все государственные крестьяне. В двух общинах участковая форма землевладения, в остальных — общинная, поделенная по ревизским душам. Луга в основном делились ежегодно.
Многие общины арендовали вненадельную, преимущественно луговую землю. Домохозяева, имевшие арендную землю, составляли около 22 % всего числа домохозяев волости.

## Сельское хозяйство
Почва была суглинистая или песчаная. В 5 общинах были поемные луга. Лес больше дровяной, в двух общинах был строевой, а в одной его вовсе не было. Крестьяне сажали рожь и картофель. Топили из собственных лесов, дровами и сучьями.

## Местные и отхожие промыслы
Основным местным промыслом была выделка оглобель и дуг. В 1885 году этим занимались 261 человек. Кроме того 50 человек занимались коноводским промыслом, 55 сапожников, 38 красильщиков, 44 ткача, 17 кожевников, 33 сельских работника, 32 фабричных. Из женщин 58 ткали нанку.
Отхожими промыслами занимались 344 мужчины (26 % мужского населения рабочего возраста) и 39 женщин. Из них 64 торговца, 43 приказчика, 43 извозчика, 60 булочников и калачников. На заработки уходили в Москву, Оренбург, Астрахань, Саратов и другие города.

## Инфраструктура
В 1885 году в волости имелось 55 парней для выделки дуг и оглобель, 1 колесная мастерская, 2 кузницы, 2 мельницы, 2 крупорушки, 3 маслобойни, 3 шерстобитки, 1 кирпичный завод, 5 кожевенных заводов, 1 красильное заведение, 1 трактир, 9 питейных заведений, 7 мелочных и 4 чайных лавок. Школы имелись в селе Маливе и в деревне Темирове. В некоторых общинах были свои учителя.